# Retiers
Retiers is een gemeente in het Franse departement Ille-et-Vilaine (regio Bretagne). De plaats maakt deel uit van het arrondissement Fougères-Vitré. Retiers telde op 1 januari 2022 4.553 inwoners.
In de gemeente ligt het station Retiers.

## Geografie
De oppervlakte van Retiers bedroeg op 1 januari 2022 41,38 vierkante kilometer; de bevolkingsdichtheid was toen 110 inwoners per km².

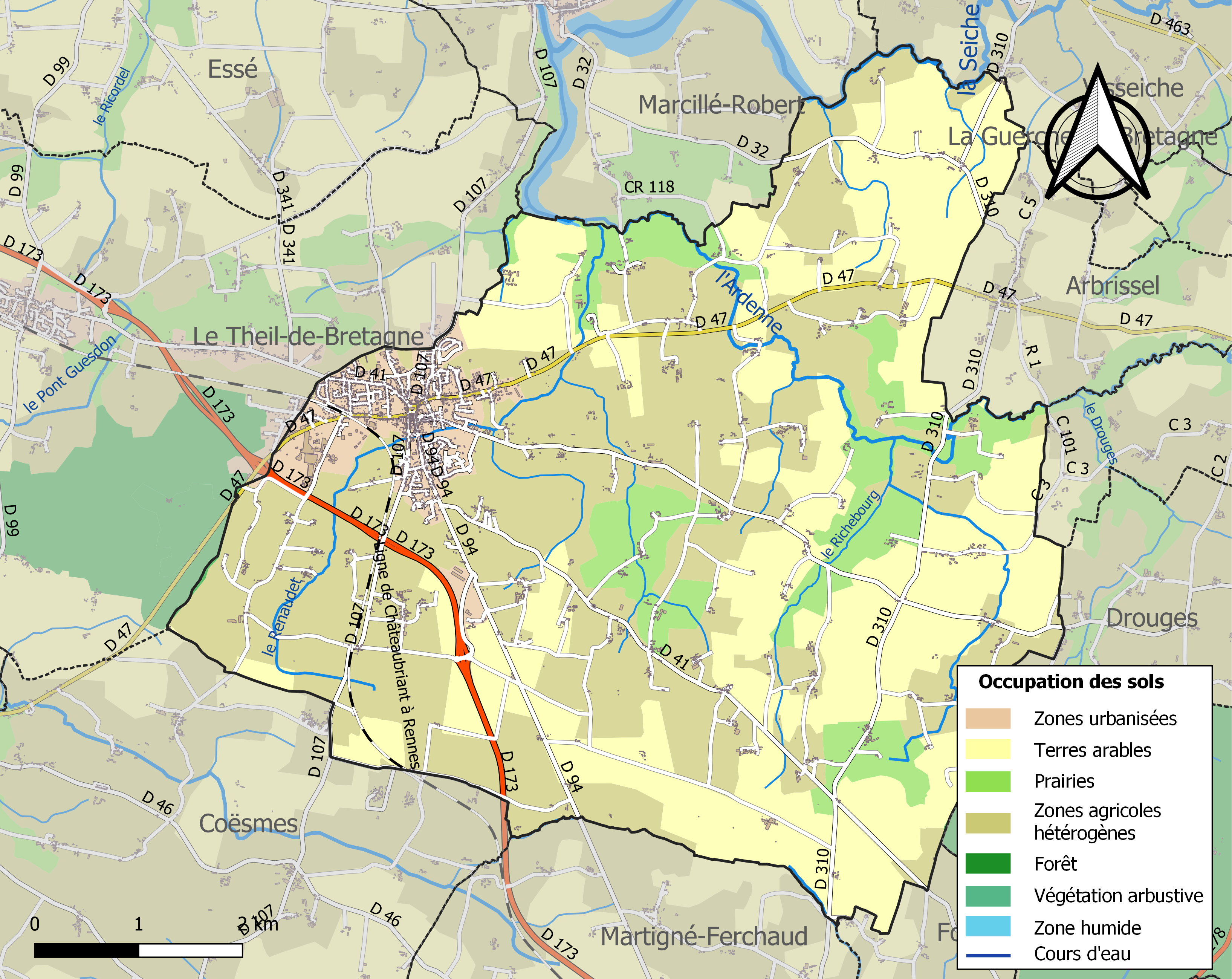
Kaart van de gemeente met belangrijkste infrastructuur, bodemgebruik en omliggende gemeenten

## Demografie
Onderstaande figuur toont het verloop van het inwonertal, bron: INSEE-tellingen. 